# Aya Kamiki
Aya Kamiki (上木 彩矢, Kamiki Aya) nascida Ayako Tsukada (塚田綾子, Tsukada Ayako), é geralmente chamada de Avril Lavigne japonesa, ou mesmo de Segunda Nanase Aikawa. Sua música é uma mistura entre pop rock e pop punk. A cantora possuí uma voz incrivelmente forte, o que é notado principalmente durante seus lives.

## Antes
Quando era menor, Aya começou a aprender piano e a se influenciar por artistas como Diana Ross, Whitney Houston e Mariah Carey. Enquanto estava na escola, ela passou a cantar e fazer apresentações em público e se apaixonou pela música punk, decidindo então aprender a tocar guitarra.

## Carreira
De 2003 a 2004 a cantora adotou o pseudônimo de KLIM/Kurimu lançando o single "Breath" e o mini-álbum "W.H.Y". Em 2005 ela lançou dois mini-álbuns indies, "CONSTELLATION" e "ROCK ON" pela WEED, já usando o nome Aya Kamiki.
Sua fama se espalhou pela região de Osaka, aonde sua voz forte ganhou muitos admiradores e a jovem passou também a aparecer em revistas de música e moda, até ganhar a atenção da gravadora GIZA, aonde assinou um contrato em 2006. Seu primeiro single então foi "Communication Break" e logo após ela lançou um cover da música "Pierrot" da banda B'z, que teve boa repercussão.
Seu terceiro single, "Mou Kimi Dake wo Hanashitari wa Shinai", foi o 25ª encerramento do anime Detective Conan. Seu primeiro álbum "Secret Code" foi lançado em 12 de julho de 2006, estreando na 5ª posição da Oricon.
No início de 2007, Kamiki foi uma dos vencedores do 21º Prêmio de Disco de Ouro do Japão como Novo Artista do Ano. Em 2009, ela mudou o selo da Avex Trax e antes de sair do Ginza Studio, ela lançou o melhor álbum intitulado "Greatest Best" e lançou seu 12º single chamado "WBX (W-Boiled Extreme)" em 11 de novembro.
Em 2009, foi anunciada a mudança de gravadora da GIZA para a avex trax. O primeiro lançamento feito então pela avex foi o single W-B-X ~W Boiled Extreme~, junto com TAKUYA (ex-Judy and Mary), que estreou na 8ª posição do ranking oricon semanal.

## Discografia

### Álbuns
- INDIVIDUAL EMOTION (27.01.2010)
  - 01.introduction ～INDIVIDUAL EMOTION～
  - 02.The Light
  - 03.TO-THE-ATTACK
  - 04.EMPTY
  - 05.Break my day
  - 06.Dear my ...
  - 07.sokubaku LOVE
  - 08.CLAP YOUR HANDS
  - 09.248 Mile
  - 10.I wish in your dreams
  - 11.W-B-X ～W Boiled Extreme～／AYA KAMIKI w TAKUYA

CD extra - Fan Best
- - 01. Sekaijuu no Daremo ga
  - 02. I'm you side
  - 03. Can't Stop Fallin' in LOVE
  - 04. Crash
  - 05. youthful diary
  - 06. Whenever you're gone Today
  - 07. It's a beautiful day
  - 08. EVER SO SWEET
  - 09. Friends
  - 10. ShooBiDooBiBa
- Are you happy now? (10.09.2008)
  - 01. Are you happy now?
  - 02. It's a beautiful day
  - 03. Just take my heart
  - 04. Itsu no Hi mo Kimi Dake I Remember you
  - 05. SUNDAY MORNING
  - 06. Summer Memories
  - 07. I'm your side
  - 08. Walking down the street
  - 09. Secret Night
  - 10. Crash
  - 11. Good-bye my love
  - 12. Kimi Sarishi Yuuwaku
  - 13. Best of my Love
  - 14. Ai wa Kurayami no Naka de (Zard cover)
- Ashita no Tame ni ~ Forever More ~ (06.10.2007) 
  - 01. Sekaijuu no Daremo ga
  - 02. Ashita no Tame ni
  - 03. YOU&ME
  - 04. TEARS
  - 05. Kokoro ga… Mou sukoshi
  - 06. Yume no Naka ni Made
  - 07. Nemutteita kimochi Nemutteita kokoro
  - 08. Mou Kaeranai
  - 09. Forever More
  - 10. youthful diary
  - 11. Misekake no I love you
  - 12. Kanawanai Nara ~ winter lovers ~
  - 13. Hoshi no Furu Yoru ni wa
  - 14. A constellation (Strings version.)
- Secret Code (12.07.2006) 
  - 01. Communication Break
  - 02. Pierrot
  - 03. Mou Kimidake wo Hanashitari wa Shinai
  - 04. Secret Code
  - 05. Bounce, bounce, bounce
  - 06. Pride of Place
  - 07. Natsu no Aru hi
  - 08. I sing this song for you
  - 09. Kizu Darake Demo Dakishimete
  - 10. Believe in YOU
  - 11. Can't stop fallin' in love
  - 12. Changing the World
  - 13. Friends

### Best Albums
- GREATEST BEST (27.01.2010)
  - 01 A constellation
  - 02 CRAZY
  - 03 Communication Break
  - 04 ピエロ
  - 05 もう君だけを離したりはしない
  - 06 Secret Code
  - 07 眠っていた気持ち 眠っていたココロ
  - 08 ミセカケのI Love you
  - 09 明日のために
  - 10 星の降る夜には
  - 11 SUNDAY MORNING
  - 12 君去りし誘惑
  - 13 Summer Memories
  - 14 Are you happy now?
  - 15 世界はそれでも変わりはしない

### Singles
- W-B-X ~W Boiled Extreme~ (11.11.2009) 
  - 01. W-B-X ~W Boiled Extreme~
  - 02. W-B-X (Hard Boiled Jazz Edit.)
  - 03. W-B-X ~W Boiled Extreme~ (Instrumental)
- Sekai wa Sore Demo Kawari wa Shinai (03.12.2008) 
  - 01. Sekai wa Sore Demo Kawari wa Shinai
  - 02. EVER SO SWEET
  - 03. Sekai wa Sore Demo Kawari wa Shinai (Instrumental)
- Summer Memories (06.08.2008) 
  - 01. Summer Memories
  - 02. I'm your side
  - 03. Summer Memories (Instrumental)
- Kimi Sarishi Yuuwaku (18.06.2008) 
  - 01. Kimi Sarishi Yuuwaku
  - 02. Whenever you're gone Today
  - 03. Kimi Sarishi Yuuwaku (Instrumental)
- SUNDAY MORNING (05.03.2008) 
  - 01. SUNDAY MORNING
  - 02. Just take my heart
  - 03. SUNDAY MORNING (Instrumental)
- Ashita no Tame ni (25.07.2007) 
  - 01. Ashita no Tame ni
  - 02. Believin' your heart…
  - 03. Ashita no Tame ni (Instrumental)
- Misekake no I love you (23.05.2007) 
  - 01. Misekake no I love you
  - 02. youthful diary
  - 03. Misekake no I love you (Instrumental)
- Nemutteita Kimochi Nemutteita Kokoro (01.11.2006) 
  - 01. Nemutteita Kimochi Nemutteita Kokoro
  - 02. Yakusoku no basho de
  - 03. Nemutteita Kimochi Nemutteita Kokoro (Instrumental)
- Mou Kimidake wo Hanashitari wa Shinai (31.05.2006) 
  - 01. Mou Kimidake wo Hanashitari wa Shinai
  - 02. Kizu Darake Demo Dakishimete
  - 03. Mou Kimidake wo Hanashitari wa Shinai (Instrumental)
- Pierrot (12.04.2006) 
  - 01. Pierrot
  - 02. Sakurae
  - 03. Pierrot (Instrumental)
- Communication Break (15.03.2006) 
  - 01. Communication Break
  - 02. Happy Go Lucky
  - 03. CRAZY (live version)
  - 04. Communication Break (Instrumental)

### DVD
- Aya Kamiki Music Video #01 (07.11.2007)
- Aya Kamiki First Live (02.05.2007)

### Indies
- Rock On (21.09.2005) [mini-álbum]
  - 01. CRAZY
  - 02. NEED YOU
  - 03. TO.. Heaven
  - 04. SAY!! WOH!!!!!
  - 05. tear
  - 06. DEEP
  - 07. Amaze-labyrinth-
  - 08. January 28 two of us
- Constellation (25.05.2005) [mini-álbum] 
  - 01. 19 ~ since I was born ~
  - 02. SHOOBIDOOBIBA
  - 03. Because I close to you
  - 04. Always
  - 05. A constellation
  - 06. Honey
  - 07. I ♥ my superman
- W.H.Y? (24.03.2004) [[[mini-álbum]]] 
  - 01. W.H.Y?
  - 02. Always love you
  - 03. Tobenai Tori
  - 04. Kokuhaku
  - 05. Heartbeat
  - 06. Koishikute
  - 07. W.H.Y (TV Mix)
  - 08. Always love you (TV Mix)
- Breath (21.05.2003) [single] 
  - 1. Breath
  - 2. Mamoritai…
  - 3. Kakushin
  - 4. Breath (Instrumental)